# Kyllinga filicula
Kyllinga filicula är en halvgräsart som beskrevs av Charles Baron Clarke. Kyllinga filicula ingår i släktet Kyllinga och familjen halvgräs.
Artens utbredningsområde är Kongo-Kinshasa. Inga underarter finns listade i Catalogue of Life.